# Friday Night Funkin'
Friday Night Funkin' è un videogioco ritmico indie free-to-play e open-source, sviluppato da un team di quattro persone attive sulla piattaforma Newgrounds. Il gioco, attualmente in sviluppo, è programmato da ninjamuffin99 (con OpenFL tramite Haxe), le grafiche e animazioni sono curate da PhantomArcade e evilsk8r, mentre la colonna sonora è composta da Kawai Sprite. Lo stile di gioco si ispira a titoli come Dance Dance Revolution e PaRappa the Rapper, con un'estetica che ricorda i giochi Flash popolari dei primi anni 2000.

## Trama
Il protagonista, chiamato "Boyfriend", deve sconfiggere vari personaggi in battaglie musicali per poter uscire con "Girlfriend". Il gioco è suddiviso in settimane, ognuna con un avversario diverso e una serie di canzoni.

### Tutorial
- Titolo: "Teaching Time"
- Canzoni: "Tutorial"

Si tratta del tutorial del gioco, dove Girlfriend insegna a Boyfriend le basi del gioco.

### Prima settimana
- Titolo: "Daddy Dearest"
- Canzoni: "Bopeebo", "Fresh", "DadBattle"

Boyfriend deve dimostrare di essere degno di uscire con Girlfriend, battendo in una gara musicale suo padre, un'ex rockstar.

### Seconda settimana
- Titolo: "Spooky Month"
- Canzoni: "Spookeez", "South", "Monster"

Boyfriend affronta Skid e Pump, personaggi creati dallo youtuber Sr. Pelo, e il misterioso "Monster", che vuole mangiarsi Girlfriend, credendola fatta di caramelle.

### Terza settimana
- Titolo: "Pico"
- Canzoni: "Pico", "Philly Nice", "Blammed"

Boyfriend si scontra con Pico, un ex fidanzato che ora è stato assoldato come cacciatore di taglie dal padre di Girlfriend.

### Quarta settimana
- Titolo: "Mommy Must Murder"
- Canzoni: "Satin Panties", "High", "M.I.L.F."

Boyfriend deve affrontare la madre di Girlfriend, "Mommy Mearest", su un tetto di limousine, con sfondi diavoleschi.

### Quinta settimana
- Titolo: "Red Snow"
- Canzoni: "Cocoa", "Eggnog", "Winter Horrorland"

Il Natale è rovinato quando Boyfriend deve combattere i genitori di Girlfriend in un centro commerciale, culminando in uno scontro con Monster.

### Sesta settimana
- Titolo: "Hating Simulator ft. Moawling"
- Canzoni: "Senpai", "Roses", "Thorns"

Boyfriend e Girlfriend vengono risucchiati in un simulatore di appuntamenti dove combattono contro Senpai, un personaggio virtuale.

### Settima settimana
- Titolo: "Tankman ft. JohnnyUtah"
- Canzoni: "Ugh", "Guns", "Stress"

Boyfriend e Girlfriend finiscono in una zona militare dove devono affrontare Tankman, un personaggio della serie "Tankmen". Pico arriva in loro soccorso, salvandoli dall'esercito.

### Primo fine settimana
- Titolo: "Due Debts"
- Canzoni: "Darnell", "Lit Up", "2Hot", "Blazin'"

Il primo fine settimana vede Pico come protagonista mentre fugge da Nene e Darnell, cacciatori di taglie che vogliono ucciderlo per aver fallito un contratto.

## Modalità di gioco
Friday Night Funkin si basa su gare di canto e rap in cui il giocatore deve replicare uno schema di note eseguite dall'avversario, premendo i tasti freccia o WASD. Una barra nella parte inferiore dello schermo mostra il rendimento del giocatore: se si completano correttamente le note, la barra si riempie a favore del giocatore, mentre gli errori la fanno scorrere verso l'avversario. Se la barra dell'avversario si riempie completamente, il giocatore perde.
Ogni livello, chiamato "settimana", contiene in genere tre canzoni, e il giocatore può scegliere tra cinque livelli di difficoltà: Facile, Media, Difficile, Erect e Nightmare. Con l'aumentare della difficoltà, le note si muovono più velocemente e gli schemi diventano più complessi, la modalità Erect cambia completamente le canzoni che subiscono un remix.
Esiste anche una "modalità libera" (Freeplay), in cui si possono selezionare le canzoni senza seguire la trama o i dialoghi delle settimane.
È poi presente un "Chart Editor" accessibile dall'apposito menu che permette la modifica dei dati delle canzoni e l'essenziale creazione di nuove.

## Elenco delle canzoni
Questo è un elenco di tutte le canzoni presenti nel gioco.
| Settimana                                   | Canzone           | Data di pubblicazione | Durata | Album di provenienza             |
| ------------------------------------------- | ----------------- | --------------------- | ------ | -------------------------------- |
| Settimana 0 (Teaching Time)                 | Tutorial          | 1 novembre 2020       | 1:07   | Friday Night Funkin' OST, Vol. 1 |
| Settimana 1 (Daddy Dearest)                 | Bopeebo           | 5 ottobre 2020        | 1:21   | Friday Night Funkin' OST, Vol. 1 |
| Settimana 1 (Daddy Dearest)                 | Fresh             | 5 ottobre 2020        | 1:22   | Friday Night Funkin' OST, Vol. 1 |
| Settimana 1 (Daddy Dearest)                 | Dadbattle         | 1 novembre 2020       | 1:26   | Friday Night Funkin' OST, Vol. 1 |
| Settimana 2 (Spooky Month)                  | Spookeez          | 1 novembre 2020       | 1:39   | Friday Night Funkin' OST, Vol. 1 |
| Settimana 2 (Spooky Month)                  | South             | 1 novembre 2020       | 1:28   | Friday Night Funkin' OST, Vol. 1 |
| Settimana 2 (Spooky Month)                  | Monster           | 18 aprile 2021        | 2:57   | Monster                          |
| Settimana 3 (Pico)                          | Pico              | 11 dicembre 2020      | 1:25   | Friday Night Funkin' OST, Vol. 1 |
| Settimana 3 (Pico)                          | Philly            | 11 dicembre 2020      | 1:41   | Friday Night Funkin' OST, Vol. 1 |
| Settimana 3 (Pico)                          | Blammed           | 11 dicembre 2020      | 1:48   | Friday Night Funkin' OST, Vol. 1 |
| Settimana 4 (Mommy Must Murder)             | Satin Panties     | 27 dicembre 2020      | 1:36   | Friday Night Funkin' OST, Vol. 1 |
| Settimana 4 (Mommy Must Murder)             | High              | 27 dicembre 2020      | 1:45   | Friday Night Funkin' OST, Vol. 1 |
| Settimana 4 (Mommy Must Murder)             | M.I.L.F           | 27 dicembre 2020      | 2:04   | Friday Night Funkin' OST, Vol. 1 |
| Settimana 5 (Red Snow)                      | Cocoa             | 20 gennaio 2021       | 1:55   | Friday Night Funkin' OST, Vol. 1 |
| Settimana 5 (Red Snow)                      | Eggnog            | 20 gennaio 2021       | 1:34   | Friday Night Funkin' OST, Vol. 1 |
| Settimana 5 (Red Snow)                      | Winter Horrorland | 20 gennaio 2021       | 2:12   | Monster                          |
| Settimana 6 (Hating Simulator ft. Moawling) | Senpai            | 2 febbraio 2021       | 1:39   | Friday Night Funkin' OST, Vol. 2 |
| Settimana 6 (Hating Simulator ft. Moawling) | Roses             | 2 febbraio 2021       | 1:33   | Friday Night Funkin' OST, Vol. 2 |
| Settimana 6 (Hating Simulator ft. Moawling) | Thorns            | 2 febbraio 2021       | 1:44   | Friday Night Funkin' OST, Vol. 2 |
| Settimana 7 (Tankman ft. JohnnyUtah)        | Ugh               | 18 aprile 2021        | 1:25   | Friday Night Funkin' OST, Vol. 2 |
| Settimana 7 (Tankman ft. JohnnyUtah)        | Guns              | 18 aprile 2021        | 2:21   | Friday Night Funkin' OST, Vol. 2 |
| Settimana 7 (Tankman ft. JohnnyUtah)        | Stress            | 18 aprile 2021        | 2:06   | Friday Night Funkin' OST, Vol. 2 |
| Fine settimana 1 (Due Debts)                | Darnell           | 1 maggio 2024         | 1:54   | Friday Night Funkin' OST, Vol. 3 |
| Fine settimana 1 (Due Debts)                | Lit Up            | 1 maggio 2024         | 1:57   | Friday Night Funkin' OST, Vol. 3 |
| Fine settimana 1 (Due Debts)                | 2Hot              | 1 maggio 2024         | 2:04   | Friday Night Funkin' OST, Vol. 3 |
| Fine settimana 1 (Due Debts)                | Blazin'           | 1 maggio 2024         | 2:00   | Friday Night Funkin' OST, Vol. 3 |

Esistono poi due versioni remixate per quasi ogni canzone: Erect (pubblicate in Friday Night Funkin' OST, Vol. 3 e Friday Night Funkin' Expansion Vol. 1); e Pico Mix (pubblicate in Friday Night Funkin' Expansion Vol. 2).

## Sviluppo
Lo sviluppo per il gioco è cominciato ad ottobre del 2020 ed inizialmente era solo un progetto per il Ludum Dare, un concorso di sviluppo per videogiochi, ma i creatori decisero di continuare a lavorare sul gioco dopo che il suo prototipo aveva attratto molte persone; la demo fu pubblicata il 1 novembre 2020 su Itch.io e Newgrounds. Friday Night Funkin' esplose in popolarità all'inizio del 2021 principalmente per la musica e stile del gioco.
La maggior parte delle canzoni furono composte da Kawai Sprite che le pubblicò, con l'eccezione delle canzoni Monster e Winter Horrorland che furono composte da BassetFilms (la prima non era disponibile inizialmente a causa della difficoltà del charting, e fu aggiunta dopo), invece lo stile pixel art della Week 6 fu disegnato dall'artista Moawling.
A maggio del 2021 esce l'aggiornamento Week 7 su Newgrounds che vide la comparsa di JohnnyUtah come doppiatore, il sito è andato in crash a causa dell'elevato traffico, intorno allo stesso periodo i developer annunciano "The Full Ass Game Kickstarter", un fundraiser per lo sviluppo del gioco completo, che prometteva nuovi livelli, un supporto per il modding e online e vari oggetti di merchandising per i contributori – il tutto ha raccolto oltre 2 milioni di dollari, più di ogni altro kickstarter del 2021.
Dopo la conclusione del kickstarter, lo sviluppo del gioco si è notevolmente rallentato e la popolarità del gioco è stata principalmente tenuta in piedi dalla community, gli sviluppatori hanno subito critiche ed accuse di pigrizia visto che pochi annunci sul gioco venivano fatti e gli oggetti di merchandising arrivarono in estremo ritardo.
Ad aprile del 2024, dopo un lungo periodo di attesa esce un aggiornamento che aggiunge un nuovo livello (Weekend 1), un nuovo menu del gioco e due modalità nuove: Erect, dove le canzoni del gioco sono remixate e Nightmare, attualmente uguale alla Erect ma con un charting più complesso, con questo aggiornamento gli sviluppatori annunciano di tornare a lavorare al gioco costantemente, e di aver assunto nuovi collaboratori (tra cui modder della community). A settembre segue un altro aggiornamento, che aggiunge Pico come secondo personaggio giocabile al fianco di Boyfriend.

## Personaggi
Friday Night Funkin' presenta un cast a rotazione di avversari, molti dei quali provengono da mascotte, creazioni o utenti di Newgrounds.

Boyfriend

- Boyfriend (BF): un giovane rapper dai capelli celesti con indosso un berretto da baseball all'indietro, è il protagonista del gioco e deve sconfiggere vari avversari cantando per uscire con Girlfriend.
- Girlfriend (GF): è una giovane ragazza bruna con un vestito rosso a cui Boyfriend deve fare una serenata per completare le settimane del gioco.
- Daddy Dearest: è il padre di Girlfriend e una ex rockstar; attraverso le sue canzoni cerca di verificare se Boyfriend è degno di uscire con sua figlia.
- Mommy Dearest: è la madre di Girlfriend e la moglie di Daddy Dearest; è una pop-star che mette alla prova Boyfriend, esibendosi con un gruppo di ballerini/scagnozzi.
- Skid e Pump: una coppia di bambini in costume di Halloween, sono i protagonisti della serie web animata "Spooky Month" creata da Sr. Pelo.
- Pico: l'ex del protagonista Boyfriend, è una delle mascotte di Newgrounds, originariamente da un gioco Flash del 1999 Pico's School e presente in molti altri spin-off di Tom Fulp. In Friday Night Funkin', farà di tutto per salvare la vita di Boyfriend anche se richiesto di ucciderlo.
- Monster: è una misteriosa creatura con la testa a forma di limone che appare di notte; tormenta i due personaggi principali perché vuole mangiare Girlfriend. Inoltre, è in grado di creare delle illusioni mentali.
- Senpai: è un personaggio che appare in una parodia di un gioco di appuntamenti chiamato Hating Simulator; durante la prima canzone si presenta come un ragazzo gentile ed educato che vuole conquistare Girlfriend, ma durante la seconda si arrabbia perché sta perdendo e inizia a insultare Boyfriend dandogli del verme. In seguito, Senpai "esplode", facendo fuoriuscire Spirit, ovvero lo spirito di una persona intrappolata nel gioco (e dentro Senpai) da Daddy Dearest.
- Tankman (Sergeant John Captain): è il capitano di un plotone di soldati, il protagonista della webserie del 2006 Tankmen creata da JohnnyUtah (voce del personaggio sia nella serie che nel gioco) e odierna mascotte di Newgrounds. Lui, insieme a Girlfriend, Monster e Senpai, sono gli unici personaggi del gioco che parlano in inglese; inoltre, insieme a Senpai, è uno degli unici personaggi che insulta direttamente Boyfriend senza pudore.
- Nene: è una ragazza asiatica suicida amica di Pico e Darnell, originariamente da un gioco Flash del 1999 Nene Interactive Suicide e presente in molti altri spin-off di Tom Fulp. Ha una cotta per Pico anche se lo vuole morto dopo aver fallito il suo lavoro di uccidere Boyfriend.
- Darnell: è un ragazzo piromane amico di Pico e Nene, originariamente da un gioco Flash del 1999 Darnell Plays With Fire e presente in molti altri spin-off di Tom Fulp. Come Nene, vuole Pico morto dopo aver fallito il suo lavoro di uccidere Boyfriend. Anche se dopo il primo fine settimana i due si riconciliano.
- Otis: è il cugino di Pico, originario del fangame Pico's Cousin creato dall'utente Magna. Prende il posto di Pico nel suo remix di Stress; si intrufola nella base militare di Tankman per salvare suo cugino e Nene dall'esercito dei Tankmen. È l'unico personaggio che non appare nella modalità storia.

### Personaggi in arrivo
- Hank J. Wimbleton: è il protagonista della serie Madness Combat, creata dall'utente Krinkels; è un mercenario che porta un paio di occhiali rossi, oltre ad essere ricoperto di fasce e bende.
- Ritz: è un topo antropomorfo dal pelo grigio creato dall'utente MKMaffo, protagonista del gioco Ritz; indossa un berretto arancione con una freccia bianca rivolta verso il basso e occhiali da sole a forma di triangolo. Gli sviluppatori scherzavano dicendo che Ritz fosse fratello di Boyfriend solo perché entrambi i loro giochi erano stati co-sviluppati da ninjamuffin99 e Kawai Sprite, con ninjamuffin99 scherzosamente chiamandoli una situazione alla "Stuart Little".
- Cassandra: è l'antagonista di Pico's School, creata dall'utente Tom Fulp. Lei è un alieno penilian mutaforma travestito come una ragazza goth punk che, assieme alla sua gang di ragazzi goth punk, inizia una sparatoria nella stessa scuola in cui Pico andava. Lei rivela poi che il suo vero piano è dominare il mondo. L'artista PhantomArcade ha rivelato che apparirà prossimamente in Friday Night Funkin' come antagonista.

### Personaggi scartati
- Lucky: è il protagonista del cortometraggio di Newgrounds LUCKYBOY, creato dagli utenti DOMROM e BrandyBuizel; è un calzino parlante appassionato di musica. Secondo il programmatore ninjamuffin99, non era mai stato pianificato per apparire nel gioco, ma un giorno BrandyBuizel aveva aggiunto degli sprite di Lucky nei file di gioco. Vennero successivamente rimossi da ninjamuffin99 dopo essere stato contattato.
- Cassette Girl: è una giovane ragazza androide creata dall'utente SoftDon (conosciuto anche come DonDRRR) nel 2018; è l'unico personaggio non creato per Friday Night Funkin a non avere giochi o animazioni che la caratterizzano o sono associati. Il 24 agosto 2023 il team di sviluppo di Friday Night Funkin ha confermato la cancellazione del personaggio dal gioco a causa di controversie verso il suo creatore, SoftDon, accusato di violenza sessuale nei confronti della modella Lex Updog. All'inizio, Cassette Girl doveva apparire in un piccolo aggiornamento della kickstarter come antagonista dell'ottava settimana, ma il team aveva deciso di scartare l'idea e di utilizzarla più tardi prima della sua cancellazione.

## Community
La community del gioco è molto vasta, soprattutto parlando di modding, che è tra gli aspetti più importanti e che hanno parzialmente tenuto il gioco popolare negli anni. Esistono infatti moltissime mod del gioco che aggiungono livelli nuovi con personaggi originali (o personaggi già esistenti) che hanno la propria lore. Una delle prime mod a diventare famosa è stata V.S. Whitty, dove i protagonisti incontrano il fuggitivo Whitty la cui particolarità è avere una bomba sulla testa, hanno poi seguito altre mod come Mid Fight Masses, Smoke 'Em Out Struggle, vs Tricky (personaggio di Madness Combat), vs Sonic.exe (sull'omonima creepypasta), Hotline 024, Hit Single Real e poi dei veri e propri remake dell'intero gioco come Friday Night Funkin' B Sides, Friday Night Funkin' B3 Remixed, Friday Night Funkin' Neo, Friday Night Funkin' D Sides, Friday Night Fever e Friday Night Funkin' Soft.
La community però, si è guadagnata una reputazione semi-negativa a causa dell'eccessiva tossicità, odio e troll, e alcuni modder sono poi stati accusati di pedofilia e altre azioni scandalose, che sebbene non abbiano alcun collegamento col gioco hanno peggiorato la sua reputazione nella cultura di massa – tali azioni hanno causato la cancellazione di varie mod e l'abbandono di molti dalla community.

### Modding
Per creare una mod, sono disponibili gratuitamente una serie di engine:
- Psych engine
- Kade engine
- Modding plus
- Mic'd up
- Forever engine